# Фэйр, Лорри
Лоррейн Фэйр Аллен (англ. Lorraine Fair Allen; род. 5 августа 1978, Лос-Альтос, Калифорния) — американская футболистка, полузащитник. Чемпионка мира (1999) и серебряный призёр Олимпийских игр (2000) в составе национальной сборной.

## Карьера

### Студенческая карьера
В футболе дебютировала в 1996 году в университетском женском футбольном клубе «Норт Каролайна Тар Хилз», в составе которого выступала на протяжении трёх лет.

### Клубная карьера
В 2001 году Фэйр стала выступать за женский американский футбольный клуб «Филадельфия Чэрдж», в основном составе которого отыграла первые два сезона своей профессиональной карьеры, а в 2005 году присоединилась к французскому клубу «Олимпик Лион».
В 2008 году стала выступать за английский клуб «Челси», где и завершила игровую карьеру спустя менее чем один сезон. 

### Карьера в сборной
В 1996 году дебютировала в официальных матчах в составе женской национальной сборной США по футболу. В 1999 году была в составе национальной команды, завоевавшей золотые медали на домашнем чемпионате мира по футболу среди женщин. Спустя год сборной удалось завоевать серебряные медали на футбольном турнире летних Олимпийских игр в Сиднее.
Всего в составе сборной приняла участие в 120 матчах, отметившись 7 забитыми мячами.